# Chamaecrista nigricans
Chamaecrista nigricans är en ärtväxtart som först beskrevs av Vahl, och fick sitt nu gällande namn av Edward Lee Greene. Chamaecrista nigricans ingår i släktet Chamaecrista och familjen ärtväxter. Inga underarter finns listade i Catalogue of Life.